# Keisuke Hayashi
Keisuke Hayashi (林 佳祐 Hayashi Keisuke?, nacido el 25 de julio de 1988 en Sanda, Hyōgo) es un futbolista japonés que se desempeña como defensa.

## Trayectoria

### Clubes
| Club                 | País      | Año         |
| -------------------- | --------- | ----------- |
| Vissel Kobe          | Japón     | 2011 - 2013 |
| Gainare Tottori      | Japón     | 2014        |
| Nara Club            | Japón     | 2015 - 2018 |
| Sutherland Sharks FC | Australia | 2018 -      |

## Estadística de carrera

### J. League
| Club            | Año   | J. League | J. League | Copa J. League | Copa J. League | Total | Total |
| Club            | Año   | Part.     | Goles     | Part.          | Goles          | Part. | Goles |
| --------------- | ----- | --------- | --------- | -------------- | -------------- | ----- | ----- |
| Vissel Kobe     | 2011  | 2         | 0         | 0              | 0              | 2     | 0     |
| Vissel Kobe     | 2012  | 0         | 0         | 3              | 0              | 3     | 0     |
| Vissel Kobe     | 2013  | 5         | 0         | -              | -              | 5     | 0     |
| Gainare Tottori | 2014  | 19        | 0         | -              | -              | 19    | 0     |
| Total           | Total | 26        | 0         | 3              | 0              | 29    | 0     |